# Ben Chifley
Joseph Benedict Chifley (Bathurst New South Wales, 22 september 1885 - Canberra (Australian Capital Territory), 13 juni 1951) was een Australisch politicus. Hij was de 16e premier van Australië.

## Levensloop
Chifley groeide op als de zoon van een smid. Hij werd grotendeels opgevoed door zijn grootvader. Op zijn vijftiende verliet hij de schoolbanken en ging werken bij de spoorwegen als machinist. Chifley was actief 
bij de vakbond en de Labor-partij. In 1914 trouwde hij met Elizabeth McKenzie die van presbyteriaanse afkomst was. Zelf was hij zijn hele leven een praktiserend 
Rooms-katholiek, maar de keuze voor zijn partner leverde hem wel kritiek op in bepaalde religieuze kringen.
Na een eerdere mislukte poging werd Chifley in 1928 gekozen in het Australische parlement. In 1931 werd hij minister van Defensie in de regering van James Scullin. De parlementsverkiezingen dat jaar verliepen echter dramatisch voor Labor en de partij kwam terecht in de oppositie. Chifley zelf verloor zijn zetel. Tijdens de Grote Depressie overleefde hij op het familiegeld van zijn vrouw en de inkomsten van The Nationale Advocate, een krant waar hij mede-eigenaar van was. In 1934 stelde hij zich opnieuw verkiesbaar voor het parlement, maar verloor de verkiezingen. Pas in 1940 keerde hij terug. Een jaar later vroeg premier John Curtin hem als minister van Financiën in zijn regering. Curtin steunde in de regering het meest op hem, hoewel Frank Forde officieel de tweede man achter de premier was. Chifley stond een strak economisch regime voor, omdat de overheidsuitgaven die door de Australische deelname aan de Tweede Wereldoorlog de pan uit rezen nog enigszins in de hand te houden. Dat maakte hem weinig populair.
Toen premier Curtin overleed in juli 1945 volgde eerst Forde hem op. Chifley versloeg hem bij de interne verkiezingen voor het partijleiderschap en verving Forde al na acht dagen als premier. Kort daarop eindigde de oorlog. Bij de eerstvolgende verkiezingen stond Labor tegenover de nieuw gevormde Liberale Partij van Robert Menzies. Chifley won de verkiezingen met groot verschil. Ondanks dat de oorlog voorbij was bleven veel artikelen voorlopig nog op de bon. Dit deed de Australische regering om Groot-Brittannië te helpen bij het herstel. De grootste wijzigingen in beleid vonden plaats op sociaal gebied. Zo zorgde Chifleys regering voor betere werkomstandigheden, werkloosheidsuitkeringen, weduwepensioenen en toeslagen voor studenten. Verder werden medicijnen goedkoper en was de regering betrokken bij de bouw van tweehonderdduizend woningen en verschillende universiteiten.
De Australisch regering legde in deze jaren de fundering voor de sterke economische groei van de jaren vijftig en zestig. De Labor-regering overspeelde in 1947 haar hand met een voorstel om de banken te nationaliseren. Dit leidde tot veel verzet in de media en deed het positieve beeld over de regering kantelen. Intussen probeerde de Liberale Partij het beeld van een regering te schetsen die veel te zacht reageerde op het opkomende communisme. Daarin slaagde de Liberalen grotendeels. Dit alles leidde tot de forse verkiezingsnederlaag van de Labor-partij bij de parlementsverkiezingen van 1949. Chifley moest aftreden ten koste van Robert Menzies.
Chifley was in slechte gezondheid, maar bleef actief in de politieke arena. In de Senaat had Labor nog steeds een meerderheid en maakte het de regering van Menzies moeilijk. Premier Menzies reageerde et een voorstel om de Communistische Partij te verbieden. Zijn hoop was dat Chifley afwijzend tegenover het voorstel zou staan. Dan zou Menzies nieuwe verkiezingen voor beide kamers. Met de vraag wie het hardst optrad tegen de Communisten verwachtte de premier de verkiezingen wel te winnen. Tot zijn verbazing ging de partij van Chifley akkoord met het voorstel. Uiteindelijk zou de wet door het Hooggerechtshof als ongrondwettelijk worden verklaard. Pas bij de volgende verkiezingen in 1951 verkreeg de regering een meerderheid in beide Kamers. Een paar weken na de verkiezingen overleed hij.
- Australian Dictionary of Biography: chifley-joseph-benedict-ben-9738
- Bibliothèque nationale de France: cb11948928g (data)
- Gemeinsame Normdatei: 133341755
- International Standard Name Identifier: 0000 0000 8266 4118
- Library of Congress Control Number: nb2002036336
- Nationale bibliotheek van Australië: 36535661
- Nationale Bibliotheek van Israël: 987007583007605171
- Nationale Bibliotheek van Polen: a0000002596748
- Nederlandse Thesaurus van Auteursnamen: 354906429
- SNAC: w6q82pbm
- Système universitaire de documentation: 07945903X
- Trove: 631712
- Virtual International Authority File: 75039561
- WorldCat: E39PBJpdQHcFXqrj6MwDRbBVmd